# Архиепархия Тулиары
Архиепархия Тулиары (лат. Archidioecesis Toliarana) — архиепархия Римско-Католической церкви с центром в городе Тулиара, Мадагаскар. В митрополию Тулиары входят епархии Мурумбе, Мурундавы, Тулагнару.

## История
8 апреля 1957 года Святой Престол учредил епархию Тулеара, выделив её из епархии Форт-Дафена (сегодня — Епархия Тулагнару). В этот же день епархия Тулеара вошла в митрополию Тананариве (сегодня — митрополия Антананариву).
11 декабря 1958 года епархия Тулеара вошла в митрополию Фианаранцуа.
28 октября 1989 года епархия Тулеара была переименована в епархию Тулиары.
3 декабря 2003 года Римский папа Иоанн Павел II выпустил буллу De universo dominico, которой возвёл епархию Тулиары в ранг архиепархии.

## Ординарии архиепархии
- епископ Мишель-Анри Канонн (25 апреля 1959 — 28 февраля 1974);
- епископ Рене Жозеф Ракотондрабе (28 февраля 1974 — 15 мая 1989) — назначен епископом Туамасины;
- архиепископ Фюльжанс Рабеони (2 апреля 1990 — настоящее время).

## Источник
- Annuario Pontificio, Ватикан, 2007
- Булла De universo dominico Архивная копия от 18 мая 2014 на Wayback Machine  (лат.)